# Juan Carlos Iral Gómez
Juan Carlos Iral Gómez (Puerto López, 22 de noviembre de 1984) es un político y empresario colombiano, que se desempeñó como gobernador del departamento de Guainía entre 2020 y 2023. 

## Biografía
Nació en Puerto López, en el departamento de Meta, y desde pequeño llegó a Guaviare, acompañado de su madre y de su hermano. Realizó su educación primaria en el Cesema, y su educación secundaria en la institución Luis Carlos Galán Sarmiento.
Estudió en el Servicio Nacional de Aprendizaje, donde obtuvo el título de Tecnólogo en Control Ambiental. Después comenzó su carrera como empresario del sector agropecuario, siendo fundador y dueño del restaurante Pesque y Coma en Puerto Inírida, de la Finca la Innovadora en el Guaviare y la empresa Districarnes del Guainía; también fue fundador y representante legal de la Asociación de Pesca y Agricultura de Guianía. Construyó la única planta para productos congelados del departamento.
En las elecciones regionales de Colombia de 2019 fue candidato a Gobernador de Guainía por el Partido Social de Unidad Nacional, resultando elegido con 9965 votos, equivalentes al 50,89 % de los votos. Su campaña se centró en la "transformación del territorio, el desarrollo económico y social y el fortalecimiento de los sectores productivos para dinamizar la economía y disminuir el desempleo en la región". Su victoria resultó en el regreso al poder del Partido Social de Unidad Nacional, que no gobernaba desde 2008.
Ya como gobernador, en junio de 2020, la Contraloría General le abrió una investigación por supuestas irregularidades de 122 millones de pesos en contratos firmados por su administración.